# 3-carbossietilcatecolo 2,3-diossigenasi
La 3-carbossietilcatecolo 2,3-diossigenasi è un enzima appartenente alla classe delle ossidoreduttasi, che catalizza la seguente reazione:
3-(2,3-diidrossifenil)propanoato + O2 ⇄ 2-idrossi-6-ossonona-2,4-diene-1,9-dioato
L'enzima è una ferro-proteina.